# 科比·沙卜泰
雅可夫“科比”沙布泰（希伯來語：יעקב (קובי) שבתאי，1964年11月11日—）是一名以色列警察，現任以色列警察局長，曾擔任以色列边境警察指揮官。